# Busenasti trputac
Busenasti trputac (lat. Plantago coronopus) je zeljasta jednogodišnja do višegodišnja cvjetnica iz porodice Plantaginaceae.

## Opis
Plantago coronopus stvara bazalnu rozetu usko kopljastih listova duljine do 25 centimetara koji su nazubljeni ili duboko razdijeljeni. Cvatovi rastu uspravno do otprilike 4 do 7 cm u visinu. Imaju guste klasove cvjetova koji se ponekad zakrivljuju. Svaki cvijet ima četiri bjelkasta režnja, svaki dug oko milimetar. Plantago coronopus uglavnom raste na pjeskovitim ili šljunčanim tlima blizu mora, ali i uz ceste tretirane solju. Porijeklom je iz Euroazije i sjeverne Afrike, ali se može naći i drugdje, uključujući Sjedinjene Države, Australiju i Novi Zeland kao unesena vrsta.
Uzgaja se kao lisnato povrće, uglavnom se dodaje u mješavine salata za specijalizirane tržnice. Nedavno je postala popularna kao zimska kultura otporna na mraz među poljoprivrednicima u sjevernim klimama i obično se uzgaja u negrijanim visokim tunelima.
- Cvat Plantago coronopus
- Plantago coronopus
- List Plantago coronopus

## Vanjske poveznice
- Jepson Manual Treatment
- Plants for a Future
- Photo gallery